# Panchaia marmorata
Panchaia marmorata là một loài chân đều trong họ Trachelipodidae. Loài này được Taiti & Ferrara miêu tả khoa học năm 2004.